# Аатабу, Наджат
Наджат Аатабу (араб. نجاة اعتابو; род. 9 мая 1960 Хемиссет) — марокканская певица, композитор и автор песен.

## Биография
Наджат Аатабу родилась в Марокко 9 мая 1960 года. Она мечтала стать юристом, но стала известной певицей. Её карьера началась после того, как её голос был записан на диктофон и песня стала популярной. Её семья не поддерживала её музыкальное призвание, но она сбежала из дома и уехала в Касабланку, где начала свою карьеру под руководством известного марокканского продюсера. После трех лет семья приняла её выбор остаться там.
Певица написала песни, которые подняли социальные и политические дискуссии в стране. В её текстах рассказывается о женщинах, сталкивающихся с проблемами семейных отношений и феминизма. Её песни исполняются на марокканском арабском, берберском и французском языках. Она также участвовала в фильме о марокканских певцах.

## Интересные факты
- Её сингл «Hadi Kedba Bayna» был использован в качестве семпла в песне «Galvanise» группой The Chemical Brothers.

## Личная жизнь
Замужем с Хасаном Дикуком. Двое детей — дочь Самия, сын Вади.

## Дискография
- 1991: The Voice of the Atlas
- 1997: Country Girls & City Women
- 1998: Najat Aâtabou
- 2001: La Diva marocaine